# Cirrhilabrus aquamarinus
Cirrhilabrus aquamarinus — вид окунеподібних риб родини губаневих (Labridae). Описаний у 2021 році.

## Поширення
Ендемік Індонезії. Поширений вздовж східного узбережжя Сулавесі, біля островів Бангай і Вакатобі. Також повідомлялося про рідкісних особин із острова Банда Нейра. Мешкає в узбережних водах з кам'янистим дном на глибинах від 5 до 20 м.